# Modeste M'bami
Modeste M'bami (9. října 1982, Yaoundé – 7. ledna 2023, Le Havre) byl kamerunský fotbalový záložník.

## Fotbalová kariéra
Začínal v Kamerunu v týmu Dynamo Douala. Ve francouzské lize odehrál 9 sezón za CS Sedan, Paris Saint-Germain FC a Olympique Marseille, s týmem Paris Saint-Germain FC získal dva mistrovské tituly. Dále hrál ve španělské lize za UD Almería, nastoupil v 58 ligových utkáních a dal 1 gól. Dále hrál v Číně za Čchang-čchun Ja-tchaj, v Saúdské Arábii za Al Ittihad FC (Džidda), v Kolumbii za Millonarios FC a kariéru končil ve druhé francouzské lize v týmu Le Havre AC. V Lize mistrů UEFA nastoupil v 10 utkáních a Evropské lize UEFA nastoupil v 9 utkáních. Za reprezentaci Kamerunu nastoupil v letech 2000–2009 ve 38 utkáních a dal 3 góly. Byl členem kamerunské reprezentace na Letních olympijských hrách 2000, nastoupil ve 3 utkáních a získal s týmem zlaté medaile. Byl členem kamerunské reprezentace na Africkém poháru národů v roce 2004, nastoupil ve 4 utkáních. Byl členem kamerunské reprezentace na Africkém poháru národů v roce 2008, nastoupil ve 3 utkáních a s týmem Kamerunu získal stříbrné medaile. Byl členem kamerunské reprezentace na Konfederenčním poháru FIFA 2003, nastoupil v 5 utkáních a s týmem Kamerunu získal stříbrné medaile.

## Ligová bilance
| Ročník                              | Zápasy | Góly | Klub                   |
| ----------------------------------- | ------ | ---- | ---------------------- |
| Kamerunská Premier Division 1999    | -      | -    | Dynamo Douala          |
| Ligue 1 2000/2001                   | 10     | 0    | CS Sedan               |
| Ligue 1 2001/2002                   | 24     | 0    | CS Sedan               |
| Ligue 1 2002/2003                   | 35     | 0    | CS Sedan               |
| Ligue 1 2003/2004                   | 30     | 1    | Paris Saint-Germain FC |
| Ligue 1 2004/2005                   | 19     | 0    | Paris Saint-Germain FC |
| Ligue 1 2005/2006                   | 34     | 0    | Paris Saint-Germain FC |
| Ligue 1 2006/2007                   | 30     | 1    | Olympique Marseille    |
| Ligue 1 2007/2008                   | 24     | 0    | Olympique Marseille    |
| Ligue 1 2008/2009                   | 23     | 0    | Olympique Marseille    |
| Primera División‎ 2009/2010          | 28     | 0    | UD Almería             |
| Primera División‎ 2010/2011          | 30     | 1    | UD Almería             |
| Čínská fotbalová liga 2011          | 15     | 3    | Čchang-čchun Ja-tchaj  |
| Saudi Professional League 2012/2013 | 20     | 0    | Al Ittihad FC (Džidda) |
| Superliga de Colombia 2014          | 10     | 0    | Millonarios FC         |
| Ligue 2 2014/2015                   | 3      | 0    | Le Havre AC            |
| Ligue 2 2015/2016                   | 5      | 0    | Le Havre AC            |
| CELKEM Ligue 1                      | 228    | 2    |                        |
| CELKEM Primera División             | 58     | 1    |                        |